# Aschikpaschazade

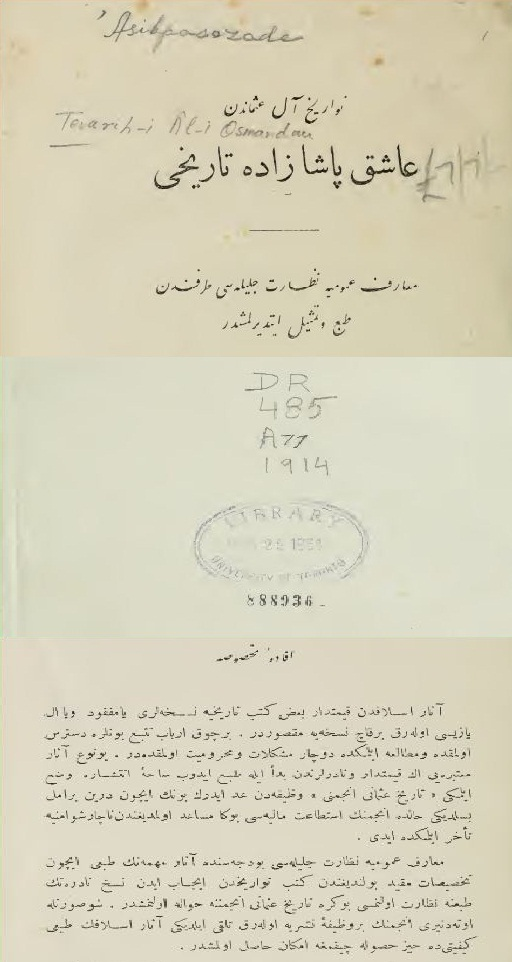
Ein Druck seiner Geschichte tevārīḫ-i Āl-i ʿOsmān

Aschikpaschazade (türkisch Aşıkpaşazade, osmanisch عاشق پاشا زاده ʿĀşıḳpaşazāde, mit vollem Namen Dervīş Aḥmed bin Şeyḫ Yaḥyā bin Şeyḫ Selmān bin Balı ʿĀşıḳ Paşa bin Muḫliṣ Baba bin Baba İlyās), bekannt auch unter dem nom de plume (türk. mahlas) ʿĀşıḳī (auch: Âşıkî) (* vermutlich 1400 in Elvān Çelebī bei Elvançelebi / Mecitözü in Çorum; † vermutlich kurz nach 1484 in Istanbul – nach anderer Ansicht später, im Zeitraum bis 1503), war ein osmanischer Historiograph.

## Leben
Über das Leben des frühen osmanischen Geschichtsschreibers liegen nur wenige gesicherte Daten vor. Meist gehen die Angaben auf Selbstaussagen ʿĀşıḳpaşazādes aus seinem Geschichtswerk zurück. Vermutlich wurde er im Jahre 1400 als Urenkel des Dichters ʿĀşıḳ Paşa (* angeblich 1221; † 3. November 1332), Verfasser des ältesten überlieferten westtürkischen Dichterwerkes ġarībnāme, im ostanatolischen Elvan Çelebī geboren. Vermutlich war seine Familie begütert. Wie der Dichter in seinem Geschichtswerk ausführt, hielt er sich um 1413 krankheitsbedingt im Haus des Geschichtsschreibers Yaḫşı Faḳīh in Geve auf.
1437 nahm er offensichtlich an Sultan Murāds II. Feldzug gegen die Serben teil, nachdem er kurz zuvor wohl die Pilgerfahrt nach Mekka unternommen hatte. Im Jahre 1448 scheint er zu den Teilnehmern des Marsches gegen Johann Hunyadi gehört zu haben. 1457 war ʿĀşıḳpaşazāde unter den Gästen der Beschneidungsfeier der beiden osmanischen Prinzen Muṣṭafā und Bāyezīd. Gesichert scheint, dass ʿĀşıḳpaşazāde verheiratet gewesen ist; seine Tochter Rābiʾe heiratete 1469 den 19-jährigen Seyyid-i Vilāyet († 1522).
Zwar steht das Todesjahr von ʿĀşıḳpaşazāde nicht genau fest, doch erwähnt er selbst, er habe im Jahre 1484 im Alter von 86 (islamischen = 83 oder 84 christlichen) Jahren noch an seinem Geschichtswerk gearbeitet. Er dürfte kurze Zeit darauf gestorben sein. Seine Grabstätte befand sich vermutlich in der von ihm gestifteten kleinen ʿĀşıḳ-Paşa-Moschee in Istanbul.

## Werk
Bekannt ist ʿĀşıḳpaşazāde vor allem als Autor des nach ihm benannten Geschichtswerks, das teils unter dem Titel menāḳib, teils unter der Bezeichnung tevārīḫ-i Āl-i ʿOsmān geführt wird. Mit großer Wahrscheinlichkeit handelt es sich bei ʿĀşıḳpaşazāde nicht um den Autor des gesamten Textes. Vielmehr hat ʿĀşıḳpaşazāde nach eigener Aussage einen Großteil des historiographischen Werks Menâkıb-ı Âli-i Osman von Yaḫşı Faḳīh, das verschollen und einzig in dieser Form überliefert worden ist, in seine tevārīḫ übernommen.
ʿĀşıḳpaşazādes Chronik liegt in insgesamt drei Editionen vor, deren erste ins Jahr 1913 datiert und von ʿĀlī Bey in Istanbul besorgt wurde. Weiterhin existiert die aus dem Jahre 1929 unter dem Titel Die altosmanische Chronik des ʿĀşiḳpaşazāde publizierte Edition von Friedrich Giese, der auch eine deutsche Übersetzung des Werkes unter dem Titel Vom Hirtenzelt zur Hohen Pforte anfertigte. Die jüngste Ausgabe stellt die von Çiftçioğlu N. Atsız in Osmanlı Tarihleri 1949 veröffentlichte Edition dar. Eine Darstellung der vorhandenen Handschriften der ʿĀşıḳpaşazāde'schen Chronik findet sich bei Franz Babinger.
ʿĀşıḳpaşazādes Chronik, die die osmanische Geschichte von der Gründung des osmanischen Staates bis zur Regierungszeit Mehmeds II. abdeckt, stellt dabei keine im modernen Sinne historiographische Darstellung frühosmanischer Geschichte dar.
Cemal Kafadar hob den an die besonderen politischen und sozialen Umwälzungen seiner Entstehungszeit gebundenen Charakter des Werkes hervor. ʿĀşıḳpaşazādes Geschichtswerk, das häufig zur Rekonstruktion der Entstehungszeit des osmanischen Staates herangezogen wurde, sei gerade bei der Beschreibung der Regierungszeiten der ersten osmanischen Herrscher besonders darum bemüht, deren Handeln als die Taten sogenannter ġāzīs (Glaubenskämpfer) darzustellen, die er stereotyp den als kāfir (Ungläubige) bezeichneten christlichen Elementen des vor- und frühosmanischen Anatoliens gegenüberstellt. Doch bereits hier ergäben sich perspektivische Brüche in der historiographischen Darstellung, enthielten die von ʿĀşıḳpaşazāde in seinen Text aufgenommenen Passagen früherer Geschichtswerke doch eindeutige Hinweise auf mit islamischem Glaubenskämpfertum und der mit ihm einhergehenden ǧihād-Ideologie in keiner Weise zu vereinbarende Formen der Kooperation und Koexistenz zwischen muslimischen und nichtmuslimischen Gruppen und Individuen. Wohl durchaus im Bewusstsein von derlei Widersprüchen habe ʿĀşıḳpaşazāde seinen Text durch zahlreiche lyrische Einschübe (oftmals zweifelhafter Qualität) angereichert, deren Hauptfunktion die Harmonisierung von intendierter Geschichtskonstruktion und übernommener Narrative gewesen sei.
ʿĀşıḳpaşazādes tevārīḫ-i Āl-i ʿOsmān kann also vor allem als Dokument einer politischen und gesellschaftlichen Auseinandersetzung gelesen werden, deren Auslöser die von Mehmed II. angestoßenen administrativen und personellen Umgestaltungen des Staates nach der Eroberung Konstantinopels im Jahre 1453 waren, in deren Zuge die Angehörigen des von Kafadar sogenannten dervīş-ġāzī-Milieus immer stärker von Angehörigen ehemaliger byzantinischer Eliten aus wichtigen Positionen des Staates verdrängt wurden und so ins Abseits gerieten. Die stereotype Darstellung der frühen osmanischen Sultane kontrastiert ʿĀşıḳpaşazāde dabei mit den angeblichen Verfehlungen späterer Herrscher, die vom islamischen Wege ihrer ruhmvollen Vorfahren abgekommen seien.
“Dagegen trafen die Fürsten von Persien, denen diese Wanderhirten ohnehin nicht geheuer waren, ihre Vorkehrungen, indem sie den Süleyman Şah Gazi vorschickten, der eines der Oberhäupter dieser Wanderhirten war, sie gaben ihm 50.000 Zelte Türkmenen und Tataren bei und sagten: ‘Ziehet hin und führet den Glaubenskampf in Rum!’” (Aus dem Kapitel: “Aus welchem Lande das Geschlecht des Osman Gazi stammt, wie es zur Herrschaft gelange und warum es hierher in das Land Rum kam”.)

## Literatur

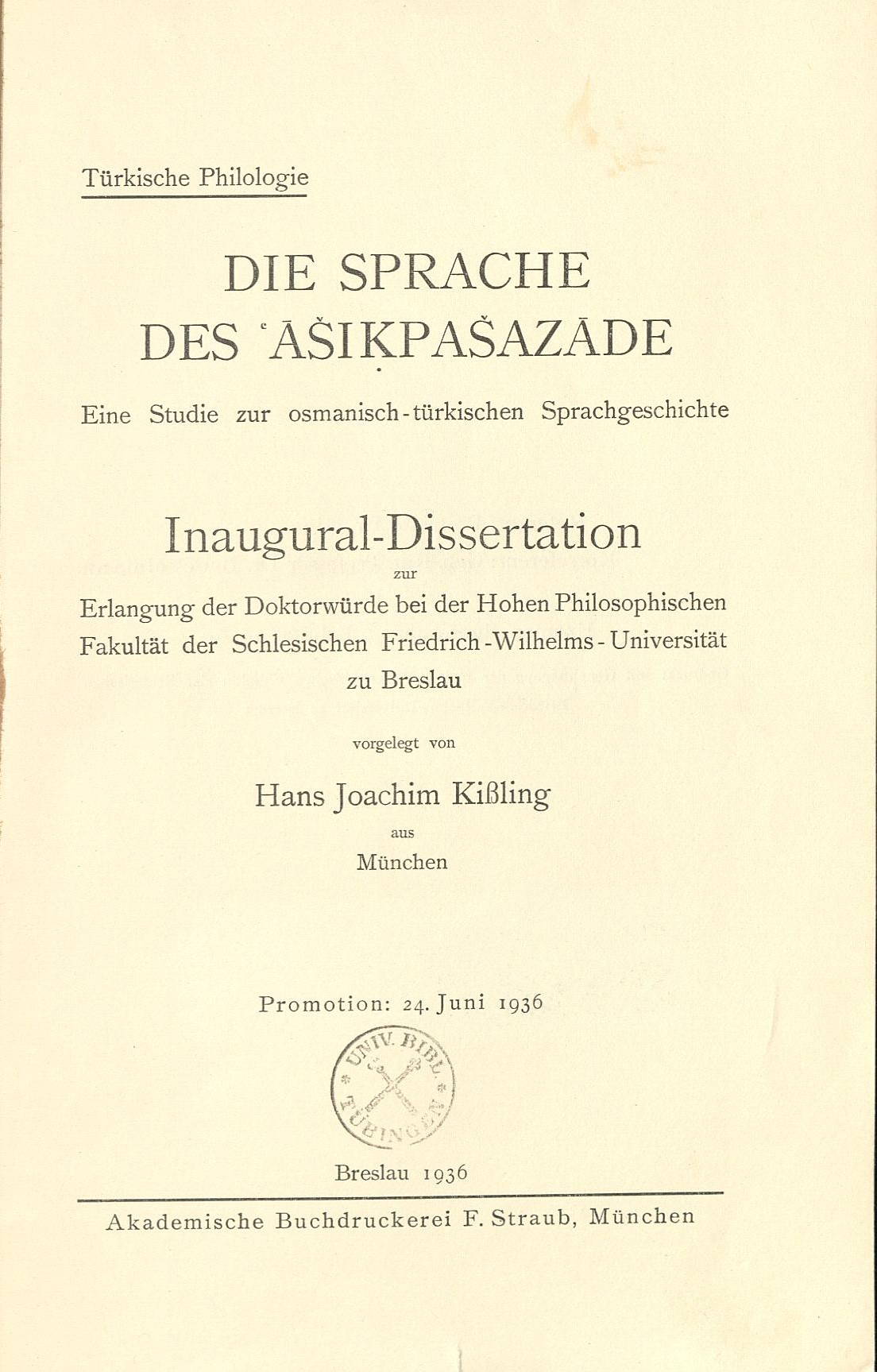
Hans Joachim Kißling, Dissertation 1936